# Turdus boulboul
El tordo aligrís (Turdus boulboul) es una especie de ave paseriforme de la familia Turdidae. Está ampliamente distribuido en Asia, encontrándose en Bután, China, India, Laos, Birmania, Nepal, Pakistán, Tailandia y Vietnam, siendo esporádica en Bangladés. No se reconocen subespecies.